# Adine Gemberg

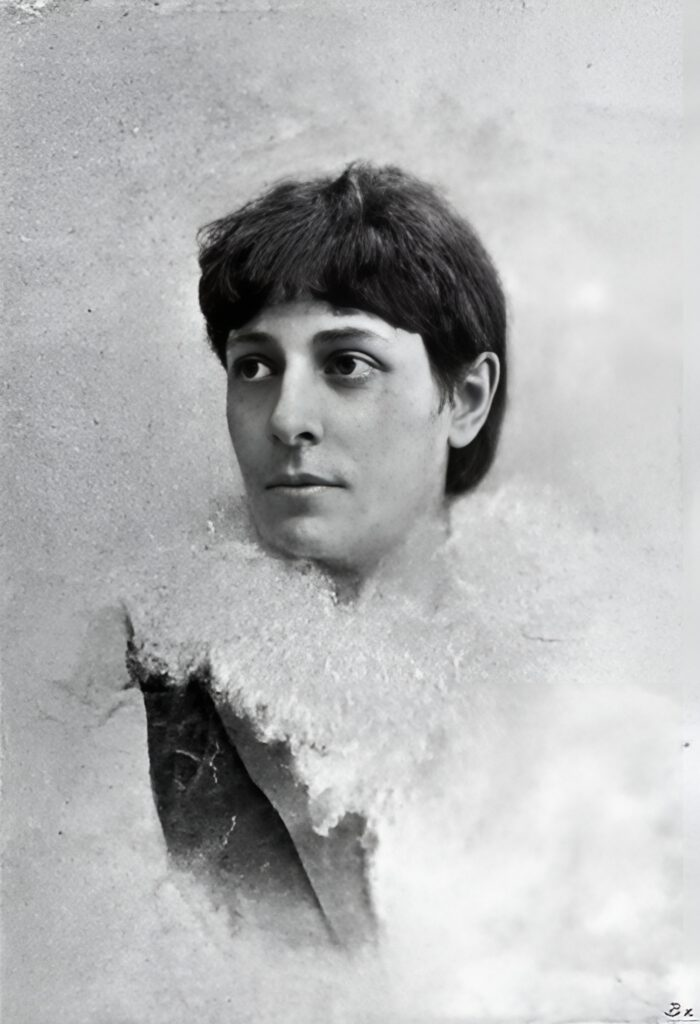
Adine Gemberg

Adine Gemberg, eigentlich Alexandra („Adja“) Carlowna Gemberg, geb. von Becker (auch de Baker) (* 28. April 1858, nach julianischem Kalender am 16. April, in Sankt Petersburg; † 10. August 1902 in Wittenberg), war eine deutsche Schriftstellerin, Roman- und Novellenautorin, Journalistin sowie feministische Gesellschaftskritikerin.

## Leben und Werk
Sie war Tochter von Carl Andreas von Becker (* 5. Mai 1821 in Einbeck; † 4. März 1894 in Wiesbaden), sowie dessen Ehefrau, der georgisch-russischen Prinzessin Wera Iwanowa (oder Simeonowna) Gévachoff (auch Vera Shewachow) (* 21. September 1836 in Sankt Petersburg; † 8. März 1860 in Hyères). Ihr Vater war deutscher Sprachlehrer, Hofbibliothekar, Kaiserlich russischer wirklicher Staatsrat am Zarenhof und Kabinettssekretär der russischen Großfürstin Elena Pawlowna und deren Tochter Maria Michailowna Romanowa.
Wegen des frühen Todes ihrer Mutter wuchs sie zusammen mit ihrer ein Jahr jüngeren Schwester Sophie getrennt vom Vater in Lüneburg bei ihren Großeltern väterlicherseits und ihrer unverheirateten Tante auf, die für ihre Erziehung die Verantwortung übernahm. Ein Jahr verbrachte sie auch allein bei einer Tante in Braunschweig. Nach Absolvierung eines Mädchenpensionats in Hannover ging sie mit ihrem Vater, der 1873 aus dem russischen Dienst ausgeschieden war, und ihrer Schwester nach Karlsruhe, wo sie nach einem Zerwürfnis mit dem Vater und einem weiteren Aufenthalt in einem Pensionat in Celle als freie Lehrtochter an der dortigen Diakonissenanstalt zur Krankenpflegerin ausgebildet wurde und in dem von den Diakonissen geleiteten Krankenhaus tätig war, ohne sich jedoch als solche einsegnen zu lassen und dadurch in die Gemeinschaft einzutreten. Adine von Becker heiratete am 19. Mai 1878 den verwitweten Offizier Gustav Gemberg (* 23. Januar 1841 in Meyenberg, † 23. März 1912 in Wittenberg), dessen Namen sie annahm und mit dem sie sechs Kinder hatte, eine Tochter und fünf Söhne, von denen einer jedoch im Kindesalter starb. Die Familie, zu der auch ein Sohn aus der ersten Ehe Gustav Gembergs gehörte, lebte zunächst in Karlsruhe, dann, aufgrund der üblichen Versetzungen eines jungen Offiziers, in Engers bei Koblenz, in Brandenburg an der Havel und schließlich in Wittenberg. Gustav Gemberg trat als Major bereits im Jahr 1888 in den Ruhestand, was auch die gesellschaftlichen Pflichten seiner Frau, um deren anfällige Gesundheit er sich nach dem Zeugnis seiner Briefe große Sorgen machte, deutlich reduzierte und ihr erlaubte, gestützt auf ihre Berufserfahrung schriftstellerisch tätig zu werden.
Eine umfangreiche Autobiographie mit dem Titel „Ein Mädchenleben“, in der sie schonungslos ihre bedrückenden Lebensumstände und das verständnislose und teilweise gewalttätige Handeln der Personen ihres familiären Umfelds offenlegt, die ihr Kindheit und Jugend zur Hölle gemacht hatten, nahm sie bereits im Jahr der Eheschließung in Angriff. Sie gab die Arbeit aus unbekannten Gründen jedoch auf, ohne die letzten vier Jahre vor der Eheschließung dargestellt und den mit den geplanten Kapiteln „Hochzeit“ und „Schluß“ vorgesehenen Abschluss erreicht zu haben. Von einer Veröffentlichung sah sie daher, vielleicht mit Rücksicht auf die berufliche Stellung ihres Mannes und auf zu erwartende negative Reaktionen von Seiten der sich in ein schlechtes Licht gerückt sehenden Personen, schließlich ab. Als Autorin debütierte sie zunächst im Jahr 1887 mit Humoresken für die Berliner Volkszeitung. Unter dem Pseudonym Tervachoff veröffentlichte sie 1894 zwei Aufsätze historischen Inhalts (über Zarin Katharina II. und Zar Iwan IV.), denen nach einem gegenüber dem Cottaschen Verlag brieflich dargelegten Plan „eine Serie von mehreren historischen Romanen aus Rußlands Vergangenheit […] in der Art von (Gustav) Freitags (sic) Ahnen“ folgen sollten. Stattdessen schrieb sie dann als ihr erstes Werk unter eigenem Namen den Essay „Die evangelische Diakonie. Ein Beitrag zur Lösung der Frauenfrage“, welcher 1894 in Berlin erschien, mit dem ihre Suche nach Konzepten spezifisch weiblicher sinnstiftender Lebensgestaltung sowie deren kritische Hinterfragung einsetzt. Für diesen, wie für ihren gesamten Weg als Schriftstellerin, waren ihre eigenen, vor der Eheschließung gesammelten Berufserfahrungen, von wesentlicher Bedeutung. 1895 erschien auf Vermittlung Paul Lindaus der Novellenband „Morphium“ bei S. Fischer. Die Titelnovelle des Buchs wurde aufgrund der offenen Thematisierung der Drogensucht von mehreren Familienzeitschriften abgelehnt und „erregte großes Aufsehen“. 1896 veröffentlichte sie ebenfalls in Berlin den sozialkritischen Roman „Aufzeichnungen einer Diakonissin“. Dieser arbeitet die mit dem völligen Autonomieverlust der Diakonissen einhergehenden Gefahren sehr viel schärfer aus als der Essay und gilt heute als frühes Beispiel feministischer Literatur. Im selben Jahr publizierte sie den sozialkritischen Aufsatz Das heimliche Elend. In diesem kritisiert sie die Tabuisierung und krasse Unterbezahlung weiblicher Erwerbsarbeit und stellt diese als eigentliche Ursache sozialer Verelendung von Frauen aus bürgerlichen Verhältnissen heraus. 1898 erschien der Novellenband „Der dritte Bruder. Schlaf – Tod – Wahnsinn“. Hier findet man unter anderem durch die Darstellung eines weiteren Einzelschicksals einer Suchtkranken in der Novelle „Ein Genuß“ Positionen, die selbige aus „Morphium“ untermauern. In der Erzählung „Kranke Liebe“, ein weiteres Tabuthema der Epoche, werden die fragwürdigen Zustände in den psychiatrischen Kliniken offen thematisiert. Im Jahr darauf folgte noch als letztes Werk der intensiven, nur sechs Jahre umfassenden Schaffensperiode der Roman „Des Gesetzes Erfüllung“. Dieser handelt von der Zerstörung der Liebesbeziehung und der Familie eines Künstlerehepaares aufgrund von Grandiositätsphantasien und Realitätsverlust des Ehemannes sowie traditioneller Rollenzuweisungen an die Ehefrau, aber auch deren religiös motivierter Idealisierung ihrer Selbstaufopferung. Zudem enthält er eine kritische Auseinandersetzung mit Friedrich Nietzsches Konzeption des Übermenschen und seiner Rezeption, auch durch die Frauenbewegung. Nach längerer schwerer Krankheit starb Adine Gemberg am 4. März 1902 im Alter von 44 Jahren.

## Rezeption
Ihre Bedeutung als Schriftstellerin erkennt Ruth Cornelie Hildebrandt „darin, dass sie mit ihren Erzählungen, Novellen und Romanen ungewöhnliche weibliche Schicksale thematisiert […], mit ihrer Literatur Zeitkritik liefern und damit auf die Gegenwart Einfluss nehmen will“ und „dass ihre Erfahrungen und Kenntnisse zu den dargestellten Problemkreisen aus dem unmittelbar eigenen Erleben resultieren und sie auf Grund ihrer großen menschlichen Offenheit und Toleranz auch nicht den direkten Kontakt mit Menschen und Verhältnissen scheut, zu denen übliche Wohltätigkeitsbemühungen von Damen ihrer Gesellschaftsschicht nicht vordringen.“ Gerade durch den Verzicht auf dramatische Überhöhung der Frauenschicksale seien ihr „authentische und überzeugende Lebensbilder“ gelungen, wodurch sie „einen wichtigen Beitrag zur Entmythologisierung der imaginierten Bilder über Frau und Weiblichkeit“ geleistet habe. Sie habe sich durch ihre „Vorurteilslosigkeit und Unbestechlichkeit […] eine, gerade auch gegenüber den vorherrschenden Tendenzen der Frauenbewegung ihrer Epoche, eigenständige Sichtweise, die durchaus von gängigen Meinungen abweicht“, erarbeitet und sei „in der Lage, die erkannten Mißstände zu analysieren und mit klarem Blick in übergeordnete sozialhistorische Zusammenhänge zu stellen, […] die Hintergründe und Wurzeln der Probleme aufzuzeigen und deutlich zu benennen,“ sowie mit dem „Mut zur offenen Kritik“ und ohne Scheu vor „Auseinandersetzungen mit ihren Geschlechtsgenossinnen […] Reformansätze vorzuschlagen, die dank ihres Realismus durchaus realisierbar zu sein scheinen.“ All dies sowie die Kombination „narrativer und darstellender Publikationen“, mit denen sie „unterschiedliche Kreise an Rezipienten“ erreicht habe, mache sie „zu einer außergewöhnlichen Autorin ihrer Zeit.“

## Werke
Ein ausführliches Werkverzeichnis unter Einschluss der journalistischen Publikationen bei Ruth Cornelie Hildebrandt, „Ich stand neben dem Leben“ (s. unten Literatur), S. 338f.
- Die evangelische Diakonie. Ein Beitrag zur Lösung der Frauenfrage. Deutsche Schriftsteller-Genossenschaft, Berlin 1894 (sozialkritischer feministischer Essay).
- Morphium. Novellen. S. Fischer, Berlin 1895. (Digitalisat) Neuauflage Hofenberg, Berlin 2021, ISBN 978-3-7437-3888-1.
- Aufzeichnungen einer Diakonissin. S. Fischer, Berlin 1896 (Roman).
- Das heimliche Elend. In: Neue deutsche Rundschau (Freie Bühne) VII. Jahrgang Erstes und zweites Quartal. S. Fischer Verlag, Berlin, 1896, S. 486–491 (sozialkritischer feministischer Essay).
- Vision. In: Ernst Brauweiler (Hrsg.): Meisternovellen deutscher Frauen. Mit Charakteristiken der Verfasserinnen und ihren Portraits (Reihe 1). Schuster & Loeffler, Berlin 1897, S. 153–162.
- Der dritte Bruder. Schlaf – Tod – Wahnsinn. Schuster & Loeffler, Berlin 1898 (Erzählungen); Neuausgabe MarsTT Verlag, Wuppertal 2017. https://marstt.de/adine-gemberg/.
- Gold In: Wiener Rundschau 2, 6 1897/1898, S. 201–210 (Novelle).
- Liebe. In: Wiener Rundschau 3, 7, 1898/1899, S. 159–164 (Novelle).
- Des Gesetzes Erfüllung. C. Reissner, Dresden/Leipzig 1899 (Roman).